# Albulena Haxhiu

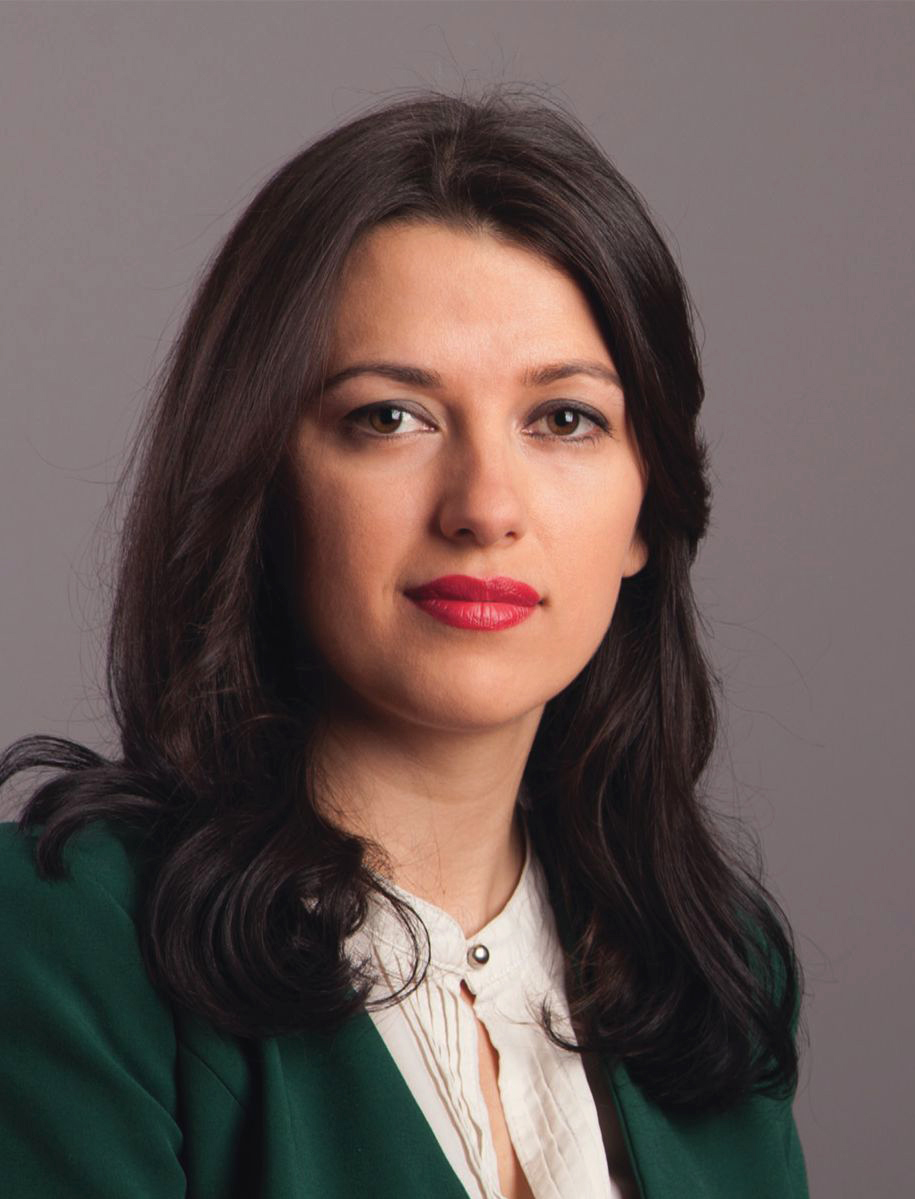
Albulena Haxhiu (2014)

Albulena Haxhiu (* 11. Mai 1987 in Priština, Sozialistische Föderative Republik Jugoslawien) ist eine kosovarische Politikerin der Lëvizja Vetëvendosje. Seit dem 22. März 2021 ist sie Justizministerin der Republik Kosovo im Kabinett Kurti II.

## Werdegang
Haxhiu hat Rechtswissenschaften an der Universität Prishtina studiert. Aktuell macht Haxhiu ihren Master im Strafrecht an der South East European University.
Seit September 2010 ist Haxhiu Teil der Lëvizja Vetëvendosje. Inzwischen ist sie Abgeordnete seit 5 Legislaturperioden. Außerdem war sie Vorsitzende der Kommission für Gesetzgebung. 
Zwischen Februar 2020 und Juni 2020 war Haxhiu erstmals Justizministerin der Republik Kosovo. Nach den Parlamentswahlen vom 14. Februar 2021 wurde sie erneut zur Justizministerin der Republik Kosovo ernannt.

## Persönliches
Albulena Haxhiu ist verheiratet und hat zwei Kinder.